# Felshüpfer
Die Felshüpfer (Picathartes), auch Stelzenkrähen genannt, bilden eine Gattung in der gleichnamigen Familie der Felshüpfer (Picathartidae) innerhalb der Ordnung der Sperlingsvögel (Passeriformes). Die Gattung umfasst zwei Arten. 

## Vorkommen
Beide Arten leben in den tropischen Regenwäldern von Westafrika und Zentralafrika. Der Gelbkopf-Felshüpfer ist von Guinea und Sierra Leone bis nach Togo verbreitet, der Buntkopf-Felshüpfer vom südlichen Kamerun bis zum nördlichen Nigeria. In Ghana steht der Gelbkopf-Felshüpfer unter Naturschutz, da der Bestand durch Waldrodungen, Wildfänge für Tiergärten oder Sammler stark abgenommen hat.

## Merkmale
Sie verfügen über lange Schwänze, einen rabenartigen schwarzen Schnabel, kräftige lange Beine und Füße und sind mit 38 bis 40 Zentimeter relativ groß. Das Gefieder des Gelbkopf-Felshüpfers ist auf der Oberseite dunkel- bis hellgrau; auf der Unterseite weiß. Der Kopf ist nackt und gelb. Charakteristisch sind die beiden schwarzen Flecken auf jeder Seite am Hinterkopf. Bei dem Buntkopf-Felshüpfer ist das Obergefieder dunkel- bis hellgrau; die Unterseite weiß. Der Kopf ist nackt, am Vorderkopf hellblau und am Hinterkopf hat er eine karminrote Farbe. Auch bei dem Buntkopf-Felshüpfer befinden sich schwarze Flecke auf jeder Seite des Hinterkopfes.

## Ernährung
Die Felshüpfer ernähren sich von Insekten, Schnecken und anderen wirbellosen Kleintiere, die sie am Waldboden hüpfend aufspüren. Gelegentlich fressen sie auch Frösche und Mäuse. Bei ihrer Jagd springen sie ohne Hilfe der Flügel bis zu einem Meter weit. Oft folgen sie den Wanderameisen und vertilgen die aufgeschreckten Insekten.

## Fortpflanzung
Felshüpfer sind Kolonienbrüter. Die napfförmigen Nester werden aus Schlamm oder Lehm gebaut und an die Wände von Felshöhlen oder an überhängende Felsen auf einer Klippe befestigt. Mit Pflanzenfasern und Gräser werden die Wände gestärkt. Das Nestinnere wird mit Pflanzenfasern und Gräser ausgepolstert. In die Nester werden zwei Eier gelegt, die in einem Zeitraum von 20 bis 22 Tagen ausgebrütet werden.

## Systematik
Die taxonomische Einordnung der Felshüpfer galt lange Zeit als umstritten. Sie wurden zunächst als Krähenverwandte angesehen und in die Familie Corvidae klassifiziert. 1938 schuf Percy Roycroft Lowe die Unterfamilie Picatharninae und sah die Felshüpfer als Gattung innerhalb der Starenfamilie. 1951 kamen Jean Delacour und Dean Amadon zu dem Schluss, dass die Felshüpfer mit den Timalien enger verwandt sind als mit den Staren, und revidierten die Klassifizierung von Lowe. Sie schufen die Tribus Picathartini und stellten die Gattung in die Unterfamilie Timaliinae innerhalb der Familie der Fliegenschnäpper. Die Untersuchungen von David Armitage Bannerman (1948) und William Serle (1952) an lebendigen Vögeln führten schließlich 1952 zur Schaffung der eigenständigen Familie Picathartidae.

## Arten
Innerhalb der Gattung der Felshüpfer gibt es zwei Arten:
- Buntkopf-Felshüpfer oder Grauhals-Stelzenkrähe (Picathartes oreas), (Reichenow, 1899)
- Gelbkopf-Felshüpfer oder Weißhals-Stelzenkrähe (Picathartes gymnocephalus), (Temminck, 1825)